# La Dernière Séance (film)
Pour les articles homonymes, voir La Dernière Séance.
Série
Texasville
(1990)
Pour plus de détails, voir Fiche technique et Distribution.
La Dernière Séance (The Last Picture Show) est un film américain réalisé par Peter Bogdanovich et sorti en 1971. Il s'agit d'une adaptation du roman semi-autobiographique de Larry McMurtry.
Le film se déroule à Anarene, petite ville perdue du Texas de l'Amérique profonde du début des années 1950. Deux adolescents, Sonny (Timothy Bottoms) et Duane (Jeff Bridges), découvrent la vie, le cinéma, le football américain, les filles, les petits boulots, l'ennui, etc. sur fond de musiques d'époque.

## Synopsis
En 1951, Sonny Crawford et Duane Jackson sont amis en terminale dans la petite ville pétrolière d'Anarene au nord du Texas. Duane sort avec Jacy Farrow, la plus riche et la plus jolie fille de la ville, tandis que Sonny rompt avec sa petite amie Charlene Duggs. À Noël, Il entame une liaison amoureuse avec Ruth Popper, l'épouse dépressive d'âge moyen de son entraîneur de lycée. Lors d'un bal, Jacy est invitée par Lester Marlow à un bain de minuit à la piscine privé de Bobby Sheen, un jeune homme riche qui semble être un meilleur parti que Duane. Bobby dit à Jacy qu'il n'est pas intéressé par les vierges et qu'elle doit revenir après avoir fait l'amour. Pendant ce temps, un groupe de garçons emmène leur jeune ami handicapé mental, Billy, chez une prostituée pour perdre sa virginité, mais celle-ci frappe Billy au visage lorsqu'il éjacule prématurément. Lorsque Duane et Sonny ramènent Billy chez eux, Sam, l'homme d'affaires local, les sanctionne pour leur comportement en leur interdisant l'accès à la salle de billard, au cinéma et au café qu'il possède, ce qui représente les piliers de la vie sociale de la ville. Néanmoins, Duane s'étant caché sur le siège arrière d'une voiture, échappe à la punition collective. Au café, Genevieve, la serveuse, dit à Sonny qu'elle sait que Duane était avec le groupe mais accepte de ne pas le dire à Sam.
Le week-end du Nouvel An, Duane et Sonny partent en voyage au Mexique mais avant qu'ils ne partent, Sam, qui a pardonné à Sonny, regrette de ne pas avoir eu la force de se joindre à eux et leur donne un peu plus d'argent. Ils reviennent plus tard avec la gueule de bois pour apprendre que Sam est mort subitement d'une attaque cardiaque le soir de la Saint Sylvestre. Dans son testament, il a laissé son cinéma à la femme qui tenait le stand de concession, son café à Geneviève, 1 000 dollars au fils du prédicateur local, Joe Bob Blanton et la salle de billard à Sonny. Comme Bobby a dit à Jacy qu'il ne sortait pas avec des vierges, elle invite Duane dans un motel pour faire l'amour mais ce dernier est incapable d'avoir une érection. Elle perd finalement son pucelage avec lui lors de leur deuxième tentative avant de rompre avec lui par téléphone. Lorsque Bobby épouse une autre fille, Jacy est déçue et par ennui, elle a des relations sexuelles avec Abilene, le contremaître de son père, qui est aussi l'amant de sa mère. Par la suite, son comportement envers lui sera froid et brutal. Jacy jette ensuite son dévolu sur Sonny, qui laisse tomber Ruth sans un mot. Quant à lui, Duane se dispute avec Sonny au sujet de Jacy, qui est sa copine et lui en fracasse une bouteille dans l'œil gauche, ce qui le laisse gravement blessé et le disqualifie pour le service militaire. Par défi, Duane décide alors de s'engager dans l'armée pour combattre en Corée.
Jacy propose alors à Sonny de s'enfuir dans l'Oklahoma mais alors qu'ils sont en route pour leur lune de miel sur le lac Texoma, ils sont arrêtés par un policier. En fait, Jacy avait laissé une note informant ses parents de leur projet et ils sont mis en garde à vue jusqu'à l'arrivée du père de Jacy. Ce dernier ramène sa fille à la maison, tandis que Sonny est reconduit par Lois, la mère de Jacy. Elle lui révèle qu'elle a été l'amante de jeunesse de Sam et réprimande Sonny en lui disant qu'il était bien mieux avec Ruth Popper qu'avec Jacy. Le mariage est rapidement annulé et Duane revient en ville pour une permission de partir pour le combat. Sonny se présente chez lui, tendant un rameau d'olivier que Duane avait apporté. Les deux hommes se rendent au cinéma, dont c'est la toute dernière projection, pour regarder le western Red River. Le lendemain matin, Sonny accompagne Duane dans le bus et alors que Billy balaie la rue, il est renversé par un camion et succombe à ses blessures dans l'indifférence totale des habitants. Profondément bouleversé, Sonny cherche du réconfort auprès de Ruth. Elle explose de douleur et de colère, puis, dépitée, prend sa main tendue et se remettent en couple.

## Fiche technique
- Titre original : The Last Picture Show
- Titre français : La Dernière Séance
- Réalisation : Peter Bogdanovich
- Scénario : Peter Bogdanovich et Larry McMurtry, d'après le roman The Last Picture Show de Larry McMurtry
- Pays d'origine :  États-Unis
- Langue originale : anglais
- Genre : drame, récit initiatique
- Format : noir et blanc - 35 mm - 1,85:1 - mono
- Durée : 118 minutes, 121 minutes (director's cut)
- Dates de sortie :
  - États-Unis : 3 octobre 1971 (New York) ; 22 octobre 1971 (sortie nationale)
  - France : 14 avril 1972, 31 octobre 2001 (sorti en DVD) ; 13 décembre 2013 (reprise - version restaurée)

## Distribution
Note : Le film n'a été doublé qu'en 2001 pour sa sortie DVD.
- Timothy Bottoms (VF : Christophe Lemoine) : Sonny Crawford
- Jeff Bridges (VF : Damien Boisseau) : Duane Jackson
- Ben Johnson : Sam the Lion
- Cybill Shepherd (VF : Laura Préjean) : Jacy Farrow
- Cloris Leachman : Ruth Popper
- Ellen Burstyn (VF : Marie-Martine) : Lois Farrow
- Eileen Brennan : Genevieve
- Clu Gulager : Abilene
- Sam Bottoms: Billy
- Sharon Ullrick : Charlene Duggs
- Randy Quaid (VF : Emmanuel Garijo) : Lester Marlow
- Joe Heathcock : le shérif
- Bill Thurman : Coach Popper
- Barc Doyle : Joe Bob Blanton
- Jessie Lee Fulton : Miss Mosey

 Source et légende : version française (VF) sur RS Doublage et selon le carton du doublage français sur le DVD zone 2.

## Autour du film